# 最期の川
「最期の川」（さいごのかわ）は、CHEMISTRYの22枚目のシングルで、2007年10月24日発売。発売元はデフスターレコーズ。

## 解説
2007年10月27日公開映画『象の背中』主題歌。同年8月18日から本楽曲が使用された映画予告映像が劇場で放映されていた。
同年10月19日に大阪市内で行われた完成披露試写会で初披露された。キャッチコピーは「号泣するほど、大切な人がいますか?」
映画の主題歌の予定がない時期に、原作者の秋元康が小説の世界観を音楽で表現しようと井上ヨシマサに作曲を依頼。秋元が歌詞をつけた作品が監督など関係者に好評だったことから主題歌に決定した。
秋元はCHEMISTRYを選考した理由に「運命を受け入れて強く生きようとする自分、それでも、そこに残して行く大切な家族のことを考えると切なくなってしまう自分、一人の男の中にいる二人の自分を表現できるアーティストであるから」とコメントしている。
「死」をもとに普遍的な愛を歌ったバラードでストーリー仕立てのミュージック・ビデオには俳優大杉漣が父親、松原汐織が娘役で出演。
『ズームイン!!SUPER』（日本テレビ系）で『日頃、大切に思っている人』の写真とメッセージを募集、その中からCHEMISTRYのTV-CMに起用するコラボレーション企画が行われた。
カップリング曲は、ピアノ・バージョンを収録。
2006年10月発売「約束の場所」以来、5作ぶりにトップ5入りした。

## 収録曲
1. 最期の川　6：19
（作詞：秋元康 作曲：井上ヨシマサ 編曲：CHOKKAKU）
2. 最期の川（Pf Ver.）　6：19
ピアノ・バージョン
3. 最期の川 [Less Vocal]　6：19
4. 最期の川（Pf Ver.）[Less Vocal]　6：19